# 殉教者聖ペテロと聖ニコラウス、聖ベネディクトゥス

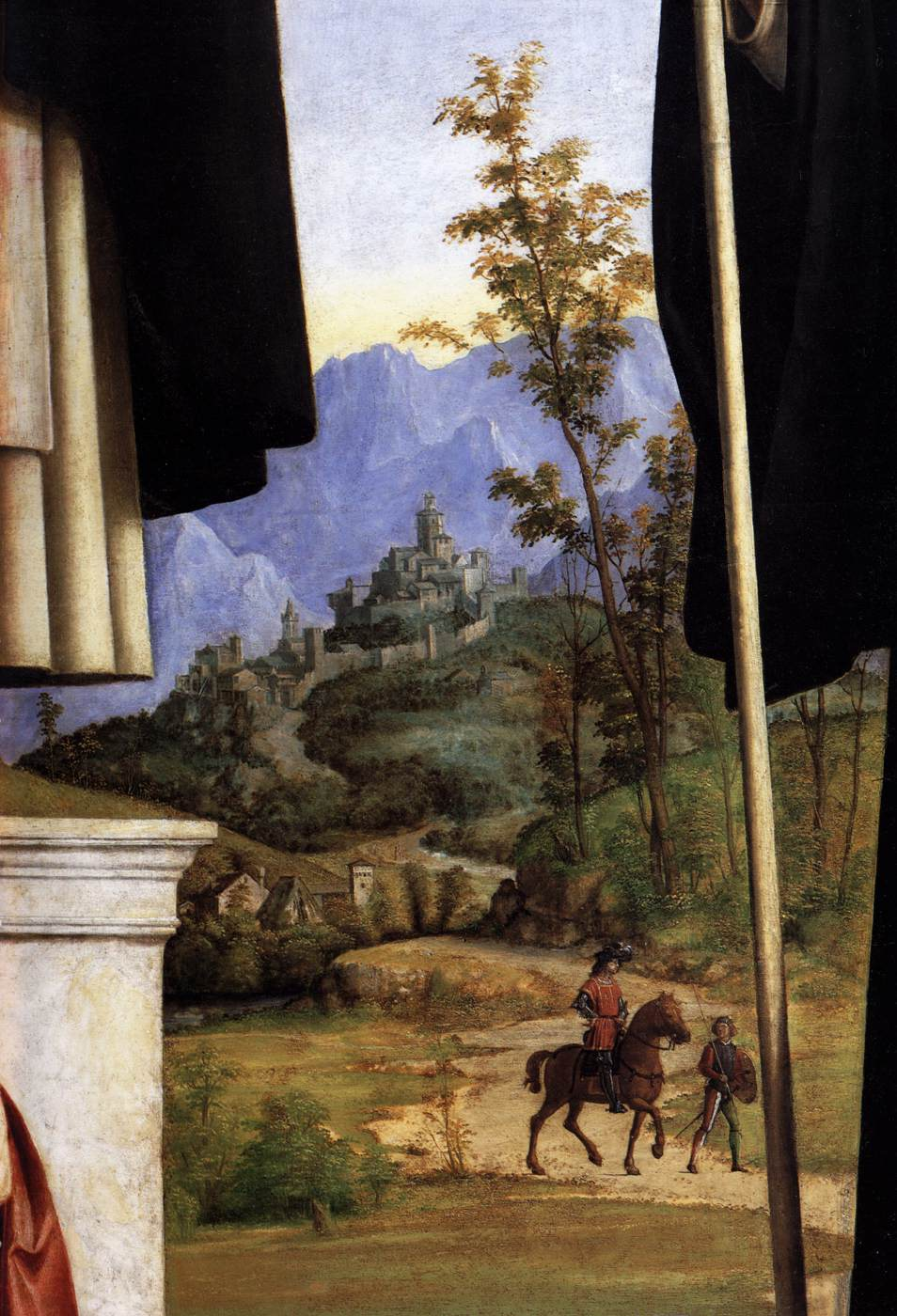
風景 (部分)

『殉教者聖ペテロと聖ニコラウス、聖ベネディクトゥス』（じゅんきょうしゃせいペテロとせいニコラウス、せいベネディクトゥス、伊: San Pietro martire tra i santi Nicola e Benedetto、英: St Peter Martyr with St Nicholas and St Benedict）は、イタリア・ルネサンスのヴェネツィア派の画家チーマ・ダ・コネリアーノが1505-1506年に板上に油彩で描いた絵画である。ジョヴァンニ・ベッリーニの「聖会話」の作品を参照している一方、風景はジョルジョーネの新しい様式を採用している。チーマ・ダ・コネリアーノの代表的な傑作で、ミラノのブレラ美術館に所蔵されている。

## 作品
作品は香料商人のベネデット・カルローネ (Benedetto Carlone) によりヴェネツィアのコルプス・ドミニ (Corpus Domini) 教会内の殉教者聖ペテロに奉納された礼拝堂の祭壇画として委嘱された。カルローネは、自身が所有していたこの礼拝堂に埋葬されることを計画していた。殉教者聖ペテロが描かれているのは礼拝堂が彼に奉納されていたからであり、聖ベネディクトゥスが描かれているのは委嘱者ベネデット (イタリア語でベネディクトゥス) の名にちなむ。左側には、聖ニコラウスが描かれており、手には売春をしようとしていた貧しい娘たちが結婚できるように彼が与えた金の球を持っている。
絵画は、鎌で殴打され殉教した聖ペテロがドミニコ会修道士の衣服を身に着けている姿で表している。彼は、田舎の景色を見下ろす高い台座に立っている。羊飼いが犬の前で音楽を奏で、騎士が従者に先導されて前進している。2人の人物が教会の傍で会話をしており、村と高いところにある城壁に囲まれた都市が見える。左右対称の構図はまた色彩の点でも均衡がとれ、ジョルジョーネの色彩への新しいアプローチにチーマ・ダ・コネリアーノが関心を抱いていたことを証明している。 
教会はナポレオンによるイタリア占領時代に廃止され、絵画は1811年にブレラ美術館に収蔵された。